# Camassia scilloides
Camassia scilloides är en sparrisväxtart som först beskrevs av Constantine Samuel Rafinesque, och fick sitt nu gällande namn av Cory. Camassia scilloides ingår i släktet stjärnhyacinter, och familjen sparrisväxter. Inga underarter finns listade i Catalogue of Life.

## Bildgalleri

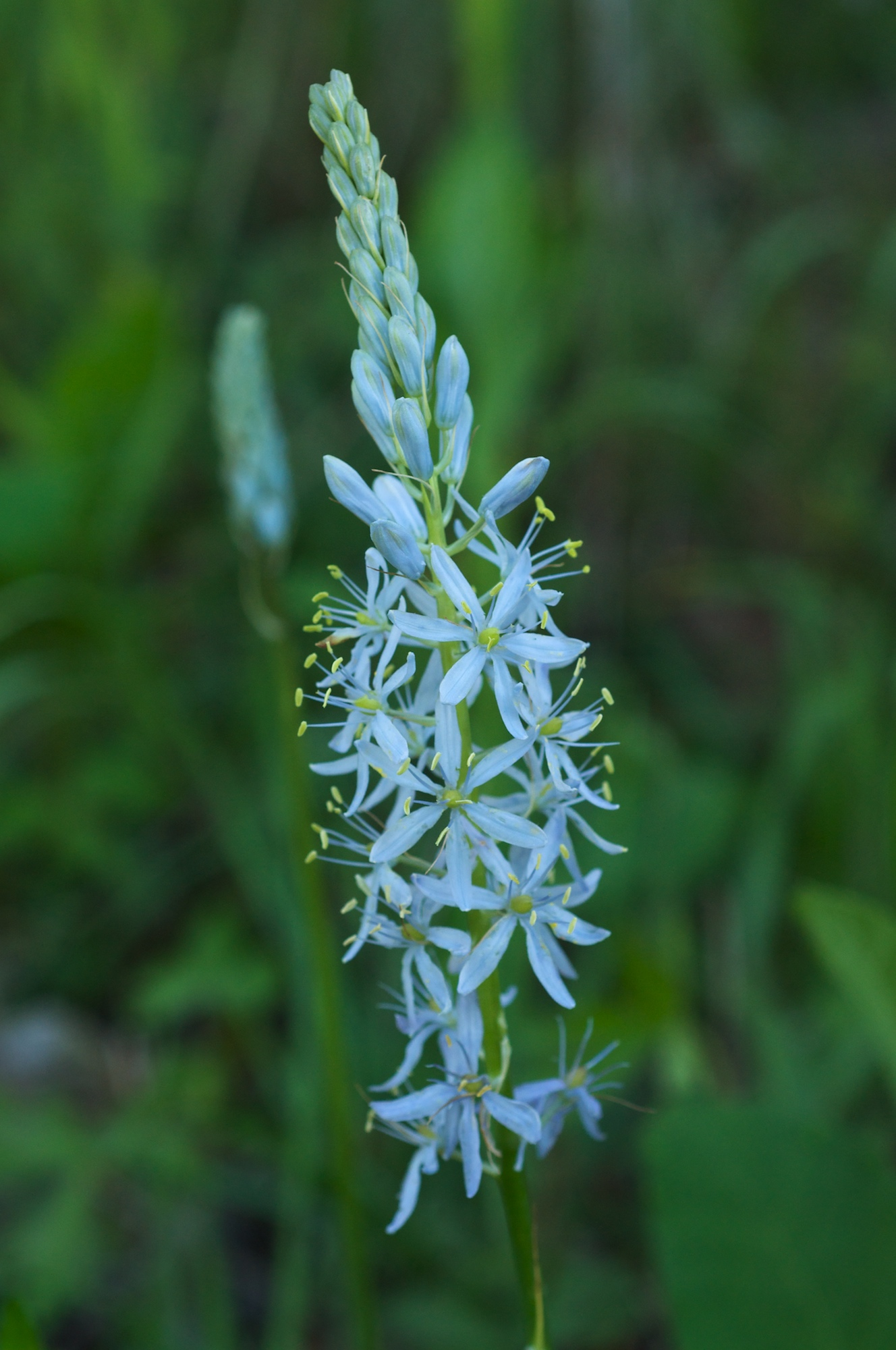
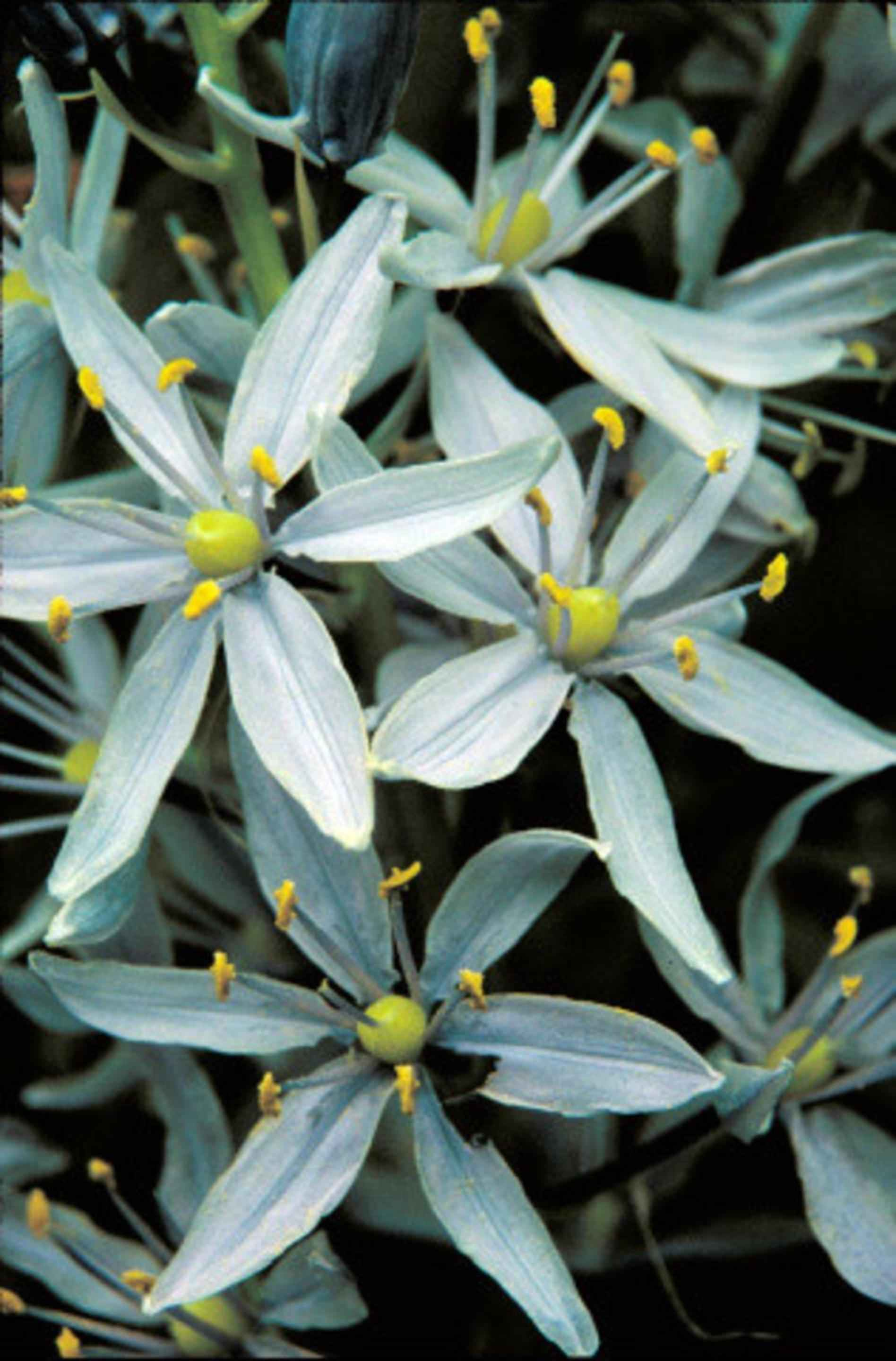
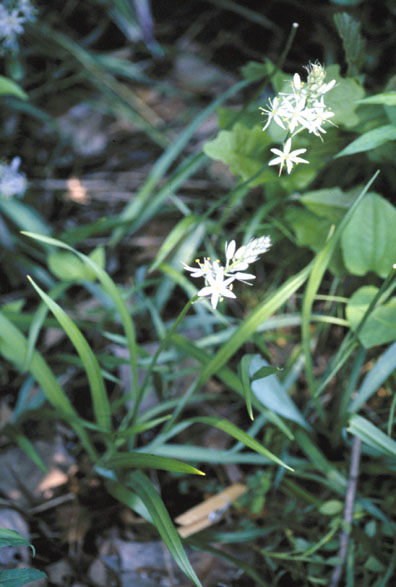
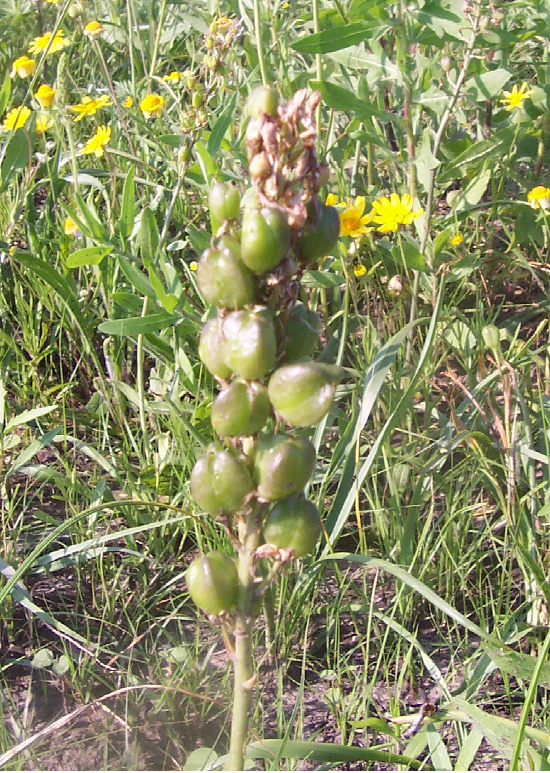